# Narrows
Narrows is een plaats (town) in de Amerikaanse staat Virginia, en valt bestuurlijk gezien onder Giles County.

## Demografie
Bij de volkstelling in 2000 werd het aantal inwoners vastgesteld op 2111.
In 2006 is het aantal inwoners door het United States Census Bureau geschat op 2180, een stijging van 69 (3.3%).

## Geografie
Volgens het United States Census Bureau beslaat de plaats een oppervlakte van
3,4 km², waarvan 3,3 km² land en 0,1 km² water. Narrows ligt op ongeveer 471 m boven zeeniveau.

## Plaatsen in de nabije omgeving
De onderstaande figuur toont nabijgelegen plaatsen in een straal van 16 km rond Narrows.